# Adonisea illustra
Adonisea illustra là một loài bướm đêm trong họ Noctuidae.